# Wout Berger
Wouter Johannes (Wout) Berger (Ridderkerk, 29 december 1941) is een Nederlands fotograaf, en voormalig docent fotografie aan de Willem de Kooning Academie te Rotterdam. Sinds eind jaren negentig woont en werkt hij samen met Noor Damen in Uitdam.
Als fotograaf richt Wout Berger zich op autonome fotografie, modefotografie en landschapsfotografie als genre. Hij staat bekend om zijn zogenaamde "topografische’ landschapsfotografie," gefotografeerd met de technische camera. Zijn werk is geïnspireerd op de laat-20e-eeuwse Amerikaanse landschapsfotografie.

## Levensloop

### Jeugd en vroeg jaren
Berger is geboren in Ridderkerk, en groeide op in Rotterdam. Hij was de zoon van Cornelis Berger en Klaziena Berger-Toller, en was de jongste van zeven. Zijn vader werkte als huisarts, die op dramatische wijze stierf in mei 1945. Net na de bevrijding werd hij doodgeschoten door Duitse soldaten in zijn eigen achtertuin bij schermutseling met enige verzetsstrijders. Het overgebleven gezin verhuisde daarna naar de Rotterdamse wijk Hillegersberg, waar hij opgroeide.
Na de MULO volgde Berger de Christelijke H.B.S.-B in Rotterdam Noord, tegenwoordig Melanchthon Schiebroek. Na zijn eindexamen in 1963 volgt hij samen met zijn jeugdvriend Piet van Leeuwen de fotovakschool, de MTS voor Fotografie en Fototechniek, in Den Haag. Na het eerste jaar verlaten ze beide de opleiding, waarna Berger aan de Fotovakschool in Apeldoorn een schriftelijke cursus volgt.
Na de academietijd werkte Berger enige jaren als advertentiefotograaf, waarin hij met de technische camera tot in de perfectie beelden creëerden. Met diezelfde techniek wendde hij aan in zijn autonome landschapsfotografie. Vanaf zijn beginjaren deed hij ook portretfotografie-opdrachten uit, en fotografeerde onder andere Cees Nooteboom.

### Latere jaren
In 1992 bracht Berger de beroemde fotoserie Giflandschap over verontreinigde bodems in Nederland. Deze foto’s toonde in die tijd "hoe bedrieglijk de werkelijkheid kan zijn: plekken die zwaar vergiftigd zijn, zien er vaak idyllisch mooi uit."
Berger bezocht in 1992 een groot aantal locaties in Nederland, en in 2017 fotografeerde hij een vijftig opnieuw vanuit hetzelfde standpunt. De combinatie van beide foto's toonde "hoe het landschap in een tijdsbestek van een kwart eeuw kan veranderen - of helemaal niet. Het resultaat van veranderingsprocessen die zich in het dagelijks leven vaak onmerkbaar voltrekken, is nu in één (zij het dubbele) oogopslag zichtbaar."
Het werk van Wout Berger is opgenomen in vele binnenlandse en buitenlandse collecties, waaronder de collectie van Museum Boijmans van Beuningen, van het Stedelijk Museum Amsterdam, van Museum De Lakenhal, Leiden, en de Caldic Collectie.

## Werk

### Exposities, een selectie
- 2013. Bestaat het bijzondere in het alledaagse?, Galerie Witteveen, Amsterdam; werk van Henze Boekhout, Wout Berger en Noor Damen.[9]
- 2014. The one less traveled by, ZIC ZERP Galerie, Rotterdam.[10][11]
- 2015. When I Open My Eyes. ZIC ZERP Galerie, Rotterdam.[12][13]
- 2017, Giflandschap Revisited, Nederlands Fotomuseum, Rotterdam.[7]

### Publicaties, een selectie
- Wout Berger. When I Open My Eyes. Fotohof Edition, 2015.
- Wout Berger, Giflandschap Revisited, Uitgeverij Blauwdruk, 2017.
- Hans Aarsman, Poisoned Landscape Revisited. Wout Berger, 2017.